# 日本基督教団三木志染教会
日本基督教団 三木志染教会（にほんきりすときょうだん みきしじみきょうかい）は、兵庫県三木市にある、日本基督教団兵庫教区神戸地区の教会。

## 歴史・概要
1976年3月、日本基督教団神戸教会の牧師を辞任した児玉浩次郎が、信徒を養成して近隣の諸教会へ送り出す目的で、転居した三木市志染町広野4丁目526に新築の自宅横に集会所を設置したのが始まりである。同年5月に「三木志染集会 広野伝道所」として月2回の主日礼拝を行い始め、1980年12月14日に日本基督教団三木志染伝道所を設立して毎週の主日礼拝を行い始める。1985年1月13日、現在地に新教会堂を建設して移転する。1987年3月、入治彦（現在日本基督教団京都教会牧師）を初代牧師として招聘する。
“ネパールの赤ひげ”で知られる岩村昇（医師・元鳥取大学医学部教授）は、当教会員だったことがある。

## 教会堂
1985年に建設されている会堂（礼拝堂）で、所在する新興住宅地にすっかり溶け込んでいる。

## 行事
- 主日礼拝 - 毎週日曜日 午前中
- 聖書研究・祈祷会 - 毎週水曜日 午前中

## 関連団体
- 愛真ホーム - 三木市志染町御坂にある高齢者入所施設。

## 建築概要
- 設計 -
- 竣工 - 1985年
- 構造 - 2階建
- 所在地 - 三木市志染町西自由が丘1丁目619（住所表記では1丁目6）

## 交通アクセス
- 神戸電鉄粟生線 志染駅 徒歩8分